# Cappella di San Giovanni (Torre di Londra)

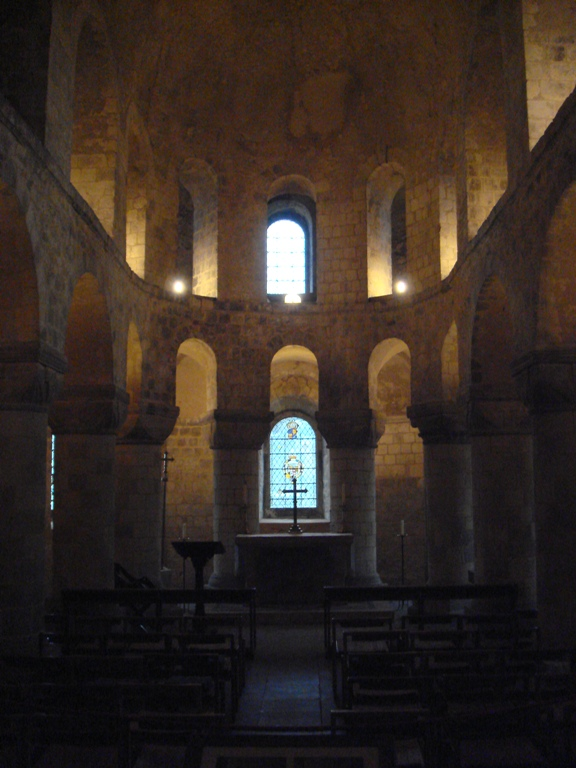
La cappella di San Giovanni Evangelista

La cappella di San Giovanni (St John's Chapel)  è il secondo luogo di culto per importanza della torre di Londra.

## Nota storica
Essa fu costruita insieme alla Torre Bianca, all'interno della quale si trova, nel 1078 per volere di Guglielmo il Conquistatore (in lingua inglese William the Conqueror). Il progetto fu fatto dal vescovo Gundulf, titolare della diocesi di Rochester, e la cappella fu consacrata da egli stesso. La chiesetta è visitabile e vi si celebra la liturgia anglicana nelle feste più importanti.

## Descrizione attuale

### Esterno

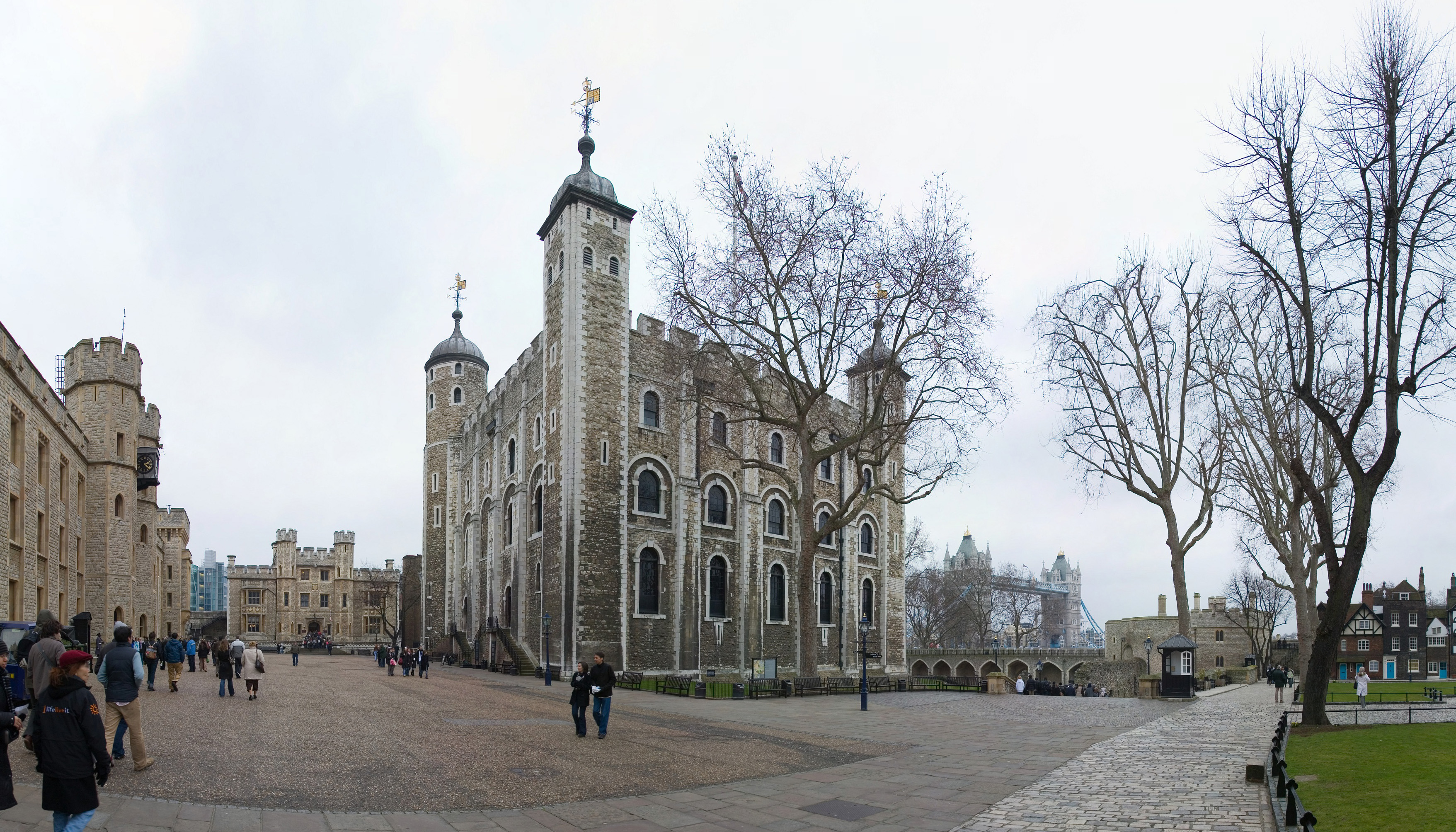
La Torre Bianca

All'esterno, poiché completamente inglobata nella Torre Bianca, la cappella non è facilmente riconoscibile: sono visibili soltanto le sue monofore romaniche lungo una delle quattro facciate della Torre.

### Interno

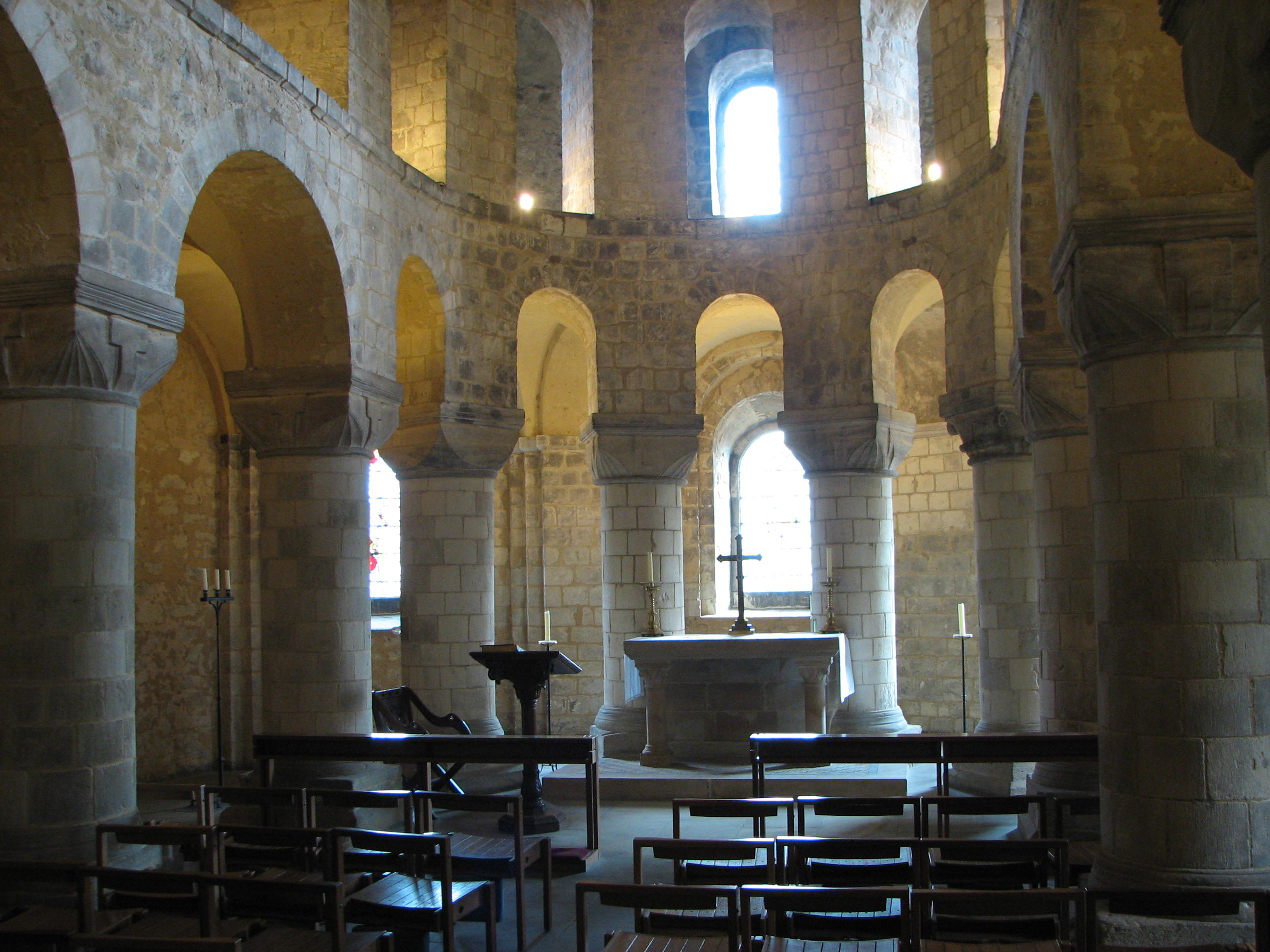
L'interno

All'interno la cappella si presenta come una piccola chiesetta a tre navate con matronei sorretti da grandi colonne in granito che sfociano, poi, in un deambulatorio semicircolare che gira attorno all'altare. Tutti gli ambienti della struttura sono coperti da volta a botte e l'illuminazione naturale avviene attraverso le grandi monofore che si aprono lungo la controfacciata, il fianco destro e l'abside. Il semplice altare, posto in quest'ultima, è sovrastato da una croce lignea.